# Ormosia tokunagai
Ormosia tokunagai là một loài ruồi trong họ Limoniidae. Chúng phân bố ở miền Cổ bắc.